# Oliver Goldsmith
Oliver Goldsmith, född 10 november 1728 antingen nära Ballymahon i County Longford eller nära Elphin i County Roscommon, död 4 april 1774 i London, var en irländsk författare.
Goldsmith, vars far var präst, studerade vid Trinity College i Dublin och sedan i Edinburgh, där han läste medicin. Han gjorde omfattande resor i Europa och återvände sedan till England. 1761 träffade han Samuel Johnson och blev medlem av dennes Literary Club.
Bland Goldsmiths verk märks The Citizen of the World (1762; en serie brev av en påhittad kinesisk resenär), den idylliska prästgårdsromanen The Vicar of Wakefield (1766, Prästen i Wakefield), poemet The Deserted Village (1770) samt komedin She Stoops to Conquer (1773).
Prästen i Wakefield kan sägas vara den första borgerliga familjeromanen. Vid sin död var Goldsmith svårt skuldsatt.

## Svenska översättningar
- The vicar of Wakefield
  - Land-prästens i Wakefield lefwerne (översättning Erik Wilhelm Weste, Stockholm, 1782)
  - Landprästen i Wakefield: drame i fem acter (efter den engelske roman af samma namn [av Carl Stridsberg], Stockholm, 1795)
  - Landtpresten i Wakefield (anonym översättning, 1860)
  - Prästen från Wakefield (översättning Göte Bjurman, Holmquist, 1912)
  - Lantprästen från Wakefield (översättning Richard Hejll, Bonnier, 1934)
  - Prästen i Wakefield (översättning Majken Johansson, Natur och kultur, 1958)
- The citizen of the world
  - Brefwäxling emellan en chines i London och desz wänner i östern (anonym översättning, Göteborg, 1786)
- She stoops to conquer
  - Ett frieri i Westergöthland: komedi i två akter (af Dora Flink efter en engelsk idé, Bonnier, 1862)
  - Friarefällan: lustspel i 5 akter (översättning Sven Walberg, Gleerup, 1932)
- The Grecian history, from the earliest state to the death of Alexander the Great (1774)
  - Grekiska historien i sammandrag (översättning Axel Gabriel Silverstolpe, Stockholm, 1806)
- The history of Rome from the foundation of the city of Rome, to the destruction of the western empire
  - Romerska historien i sammandrag (översättning Josef Wallin, Uppsala, 1814)
- An History of England, in a Series of Letters From a Nobleman to his Son
  - Englands historia i bref från en fader till dess son (anonym översättning, Stockholm, 1825-1827)
- [Okänd originaltitel]
  - Krigsinvaliden (1997)